# Guillaume de Machaut

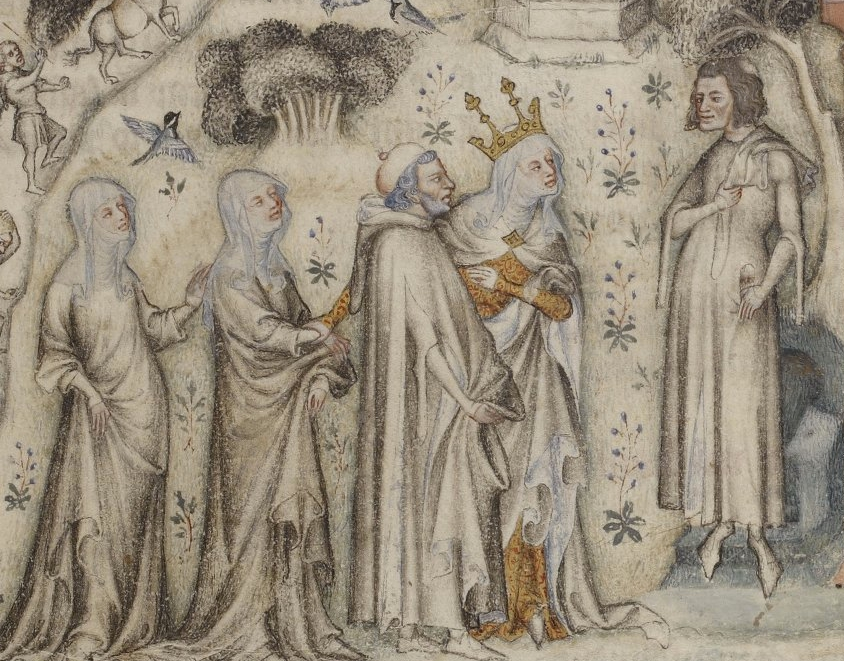
Machaut primind Natura și trei copii ai acesteia (dintr-un manuscris datat aproximativ 1350)

Guillaume de Machaut (n. circa 1300 – d. 1377) a fost un compozitor medieval francez, la catedrala din Reims.
A dezvoltat motetul și formele fixe, în special în genurile rondel, baladă și virelai.
A compus prima compoziție corală polifonică completă pentru liturghia de rit catolic, numită Messe de Nostre Dame. 
I se atribuie romanul epistolar în versuri Livre dou voir (c. 1362–65; "Cartea adevărată").

## Note

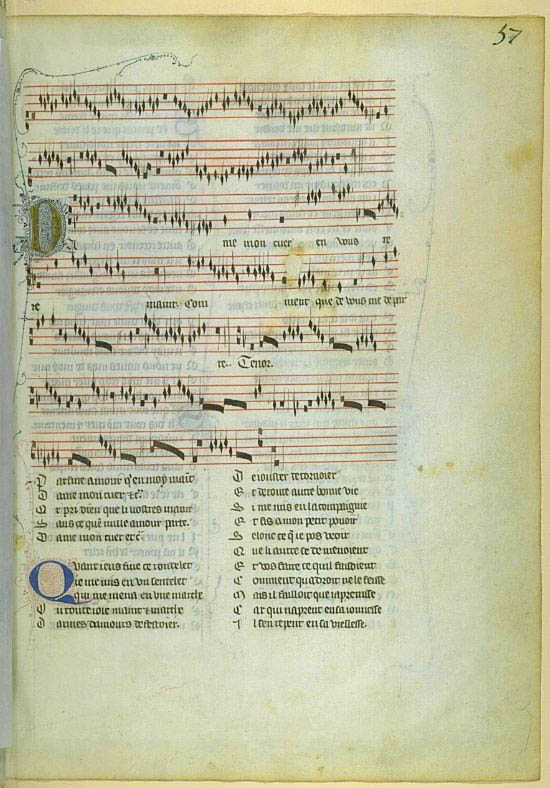
O pagină (datată 1586) cu compoziție și text de Guillaume de Machaut